# Втроя (река)
Втроя — река в России, берёт своё начало из сети осушительных каналов в Гдовском районе Псковской области, в верхнем течении её русло также спрямлено каналом. Далее протекает по Ленинградской области Сланцевскому району, на реке находится деревня Втроя. Устье реки находится в 74 км по правому берегу реки Нарвы на северной оконечности деревни Скамья. Длина реки — 16 км.

## Данные водного реестра
По данным государственного водного реестра России относится к Балтийскому бассейновому округу, водохозяйственный участок реки — Нарва. Относится к речному бассейну реки Нарва (российская часть бассейна).